# Weilbach (Bawaria)
Weilbach – gmina targowa w Niemczech, w kraju związkowym Bawaria, w rejencji Dolna Frankonia, w regionie Bayerischer Untermain, w powiecie Miltenberg. Leży w Odenwaldzie, około 5 km na południowy zachód od Miltenberga, nad rzeką Mud, przy drodze B469 i linii kolejowej Miltenberg – Osterburken.

## Dzielnice
W skład gminy wchodzą następujące dzielnice: Weilbach, Weckbach, Gönz, Reuenthal, Ohrnbach, Wiesenthal i Sansenhof.

## Zabytki i atrakcje
- ruiny bazyliki Gottharda
- kościół
- fontanna

## Osoby urodzone we Weilbach
- Lorenz Breunig (1882 - 1945), socjolog